# Летови који се памте
„Летови који се памте” је југословенска ТВ минисерија из 1967. године. Серију је режирао Никола Танхофер а сценарио су написали Стјепан Чикеш, Никола Лекић, Раденко Остојић и Антун Врдољак.

## Епизоде
| Сезона | Епизода | Назив      | Датум            |
| ------ | ------- | ---------- | ---------------- |
| 1      | 1       | Питомац    | 15. априла 1967. |
| 1      | 2       | Пехар      | 22. априла 1967. |
| 1      | 3       | Доктор     | 29. априла 1967. |
| 1      | 4       | Удес       | 6. маја 1967.    |
| 1      | 5       | Резервиста | 13. маја 1967.   |
| 1      | 6       | Скопље     | 20. маја 1967.   |
| 1      | 7       | Парада     | 27. маја 1967.   |

## Улоге
| Глумац                 | Улога                        |
| ---------------------- | ---------------------------- |
| Љуба Тадић             | Мајор Поповић (7 еп. 1967)   |
| Михајло Костић Пљака   | Витас (6 еп. 1967)           |
| Павле Вуисић           | Далматинац Мате (5 еп. 1967) |
| Маријан Ловрић         | (4 еп. 1967)                 |
| Рада Ђуричин           | (2 еп. 1967)                 |
| Миодраг Поповић Деба   | (2 еп. 1967)                 |
| Миодраг Петровић Чкаља | Жика (1 еп. 1967)            |
| Карло Булић            | (1 еп. 1967)                 |
| Нева Булић             | (1 еп. 1967)                 |
| Тјешивој Циноти        | (1 еп. 1967)                 |
| Вања Драх              | (1 еп. 1967)                 |
| Дејан Дубајић          | (1 еп. 1967)                 |
| Борис Дворник          | (1 еп. 1967)                 |
| Илија Џувалековски     | (1 еп. 1967)                 |
| Иван Јонаш             | (1 еп. 1967)                 |
| Ванча Кљаковић         | (1 еп. 1967)                 |
| Звонко Лепетић         | (1 еп. 1967)                 |
| Андро Марјановић       | (1 еп. 1967)                 |
| Тамара Милетић         | (1 еп. 1967)                 |

 Остале улоге  ▼
| Глумац            | Улога                           |
| ----------------- | ------------------------------- |
| Марко Николић     | (1 еп. 1967)                    |
| Мића Орловић      | (1 еп. 1967)                    |
| Петре Прличко     | (1 еп. 1967)                    |
| Фабијан Шоваговић | (1 еп. 1967)                    |
| Перо Врца         | (1 еп. 1967)                    |
| Антун Врдољак     | (1 еп. 1967)                    |
| Бранка Зорић      | (1 еп. 1967)                    |
| Душан Тадић       | Радиста (непознат број епизода) |

Комплетна ТВ екипа  ▼
| Редитељ                   | Никола Танхофер     | (7 еп. 1967)                              |
| Сценариста                | Стјепан Чикеш       | (7 еп. 1967)                              |
| Сценариста                | Никола Лекић        | (7 еп. 1967)                              |
| Сценариста                | Раденко Остојић     | (7 еп. 1967)                              |
| Сценариста                | Антун Врдољак       | (7 еп. 1967)                              |
| Композитор                | Драгутин Савин      | (7 еп. 1967)                              |
| Директор фотографије      | Бранко Иватовић     | (7 еп. 1967)                              |
| Директор фотографије      | Ненад Јовичић       | (7 еп. 1967)                              |
| Директор фотографије      | Зоран Николић       | (непознат број епизода)                   |
| Mонтажер                  | Радојка Танхофер    | (7 еп. 1967)                              |
| Mонтажер                  | Мирјана Митић       | (непознат број епизода)                   |
| Mонтажер                  | Радмила Николић     | (непознат број епизода)                   |
| Сценограф                 | Слободан Мијачевић  | (7 еп. 1967)                              |
| Уметнички директор        | Миладин Аранђеловић | (непознат број епизода)                   |
| Уметнички директор        | Бранко Хундиц       | (непознат број епизода)                   |
| Костимограф               | Јелисавета Гобецки  | (7 еп. 1967)                              |
| Одсек за шминку           | Албина Мачкић       | шминкер (непознат број епизода)           |
| Помоћник режије           | Мате Богдановић     | помоћник редитеља (непознат број епизода) |
| Помоћник режије           | Константин Вујовић  | помоћник редитеља (непознат број епизода) |
| Одсек за звук             | Синиша Јовановић    | микроман (7 еп. 1967)                     |
| Одсек за звук             | Радивој Вујић       | тон мајстор (7 еп. 1967)                  |
| Одсек за камеру и расвету | Никола Матука       | пратилац камере (7 еп. 1967)              |
| Одсек за камеру и расвету | Илија Вукас         | сниматељ (7 еп. 1967)                     |
| Одсек за костим           | Миодраг Ровнан      | гардеробер (непознат број епизода)        |
| Остала екипа              | Љубинка Курузовиц   | секретар режије (7 еп. 1967)              |